# Plantago asplundii
Plantago asplundii är en grobladsväxtart som beskrevs av Pilger. Plantago asplundii ingår i släktet kämpar, och familjen grobladsväxter. Inga underarter finns listade i Catalogue of Life.